# Alum Bridge (Virginia Occidental)
Alum Bridge es un área no incorporada ubicada en el condado de Lewis (Virginia Occidental), Estados Unidos. Está catalogada como un asentamiento humano por la Junta de Nombres Geográficos de los Estados Unidos. Su número de identificación (ID) es 1553722. Se encuentra a 250 m s. n. m. (820 pies).

## Historia
Se estableció una oficina de correos en 1884.